# Савинова, Валентина Никифоровна
Валенти́на Ники́форовна Савинова (8 февраля 1937, Новая Васильевка, Куйбышевская область — 26 февраля 1996, Тольятти, Самарская область) — бригадир комплексной бригады отделочников, Герой Социалистического Труда, депутат Верховного Совета СССР, лауреат Государственной премии СССР. Почётный гражданин города Тольятти.

## Биография
Валентина Иванова родилась в 1937 году в посёлке Новая Васильевка в многодетной крестьянской семье. У неё было восемь братьев и сестёр. В 1952 году колхозницей начала трудовую деятельность: руководила молодёжным звеном по выращиванию кукурузы. Вышла замуж за Николая Савинова.
Николай работал плотником на Куйбышевгидрострое, молодые получили квартиру и в 1956 году переехали в соседний Ставрополь (ныне Тольятти). Валентина решила получить городскую профессию, окончила курсы штукатуров-маляров, тоже устроилась в «Куйбышевгидрострой», вскоре она уже руководила звеном отделочников, затем стала бригадиром.
Савинова руководила бригадой «Жилстроя-3» «Куйбышевгидростроя» два десятилетия. Стала известна тем, что активно боролась с приписками, применяла новые методы работ. Её бригада одной из первых внедрила поточный бригадный подряд, что помогло сократить сроки строительства и улучшить качество работ. Принимала участие в строительстве 8 школ, 18 000 м² жилья, двух детских комбинатов и ряда других объектов в Тольятти. В октябре 1966 года, по итогам семилетки Валентина Савинова была награждена орденом Трудового Красного Знамени.
Большое внимание уделяла работе с молодёжью, стараясь обучить её всем секретам мастерства, награждена знаком Наставник молодёжи. По оценке тольяттинского журналиста и краеведа В. Иванова, за годы работы Савинова подготовила около тысячи мастеров отделочников, в том числе вьетнамских специалистов, стажировавшихся в Тольятти. Как передовик производства неоднократно выезжала в составе делегаций с обменом опыта в социалистические страны.
Вела активную общественную работу. Избиралась депутатом областного Совета народных депутатов, членом обкома КПСС. В 1966 году Валентина Савинова была избрана депутатом Верховного Совета СССР, в 1976 году была делегатом XXV съезда КПСС. При этом общественную работу Савинова вела без отрыва от производства, её бригада стабильно выполняла месячный план на 150—200 %.
В 1982 году «за выдающиеся достижения в труде, творческую инициативу, большой личный вклад в дело повышения эффективности использования, внедрения передового опыта в строительстве» Савиновой была присуждена Государственная премия СССР.
Вырастила сына. Младшая сестра Зоя, тоже маляр-штукатур, работала в бригаде Валентины, а в дальнейшем возглавила её.
Последние годы жизни Валентина Никифоровна тяжело болела, её парализовало. Скончалась в 1996 году.

## Награды и звания
- Герой Социалистического Труда (20.04.1971)[4][6];
- Орден Ленина (20.04.1971)[4][6];
- Орден Трудового Красного Знамени (04.10.1966)[4][6];
- Государственная премия СССР (1982)[4][6];
- Знак «Наставник молодёжи»[4];
- Почётный гражданин города Тольятти (1982)[9][4][6].